# Haltepunkt Neukirch (Lausitz) Ost
Der Haltepunkt Neukirch (Lausitz) Ost ist eine Betriebsstelle der Bahnstrecke Bautzen–Bad Schandau auf dem Gemeindegebiet von Neukirch/Lausitz in Sachsen. Seit 2004 wird der frühere Bahnhof nur noch von den Regionalzügen der Relation Dresden – Zittau – Liberec bedient, Güterverkehrsanlagen bestehen nicht mehr.

## Geschichte
Der heutige Bahnhof Neukirch (Lausitz) Ost entstand im Zusammenhang mit dem Bau der Bahnstrecke Bautzen–Bad Schandau und wurde am 1. September 1877 in Betrieb genommen. Zu diesem Zeitpunkt trug die Station den amtlichen Namen Ober-Neukirch (ab 1888 Oberneukirch (Laus)). Nachdem sich die Orte Niederneukirch und Oberneukirch zu einer Gemeinde zusammengeschlossen hatten, wechselte auch die Bahnhofsbezeichnung am 1. Juli 1926 zu Neukirch (Laus) Ost und 1934 zu Neukirch (Lausitz) Ost.
Mit Eröffnung der Bahnstrecken von Niederneukirch nach Bischofswerda am 15. August und von  Oberoderwitz nach Eibau am 15. Oktober 1879 stieg die Bedeutung des Bahnhofes an, da dieser nun Teil der durchgehenden Verbindung von Dresden nach Zittau war. Dem Reiseverkehr diente ein repräsentatives zweieinhalbgeschossiges Empfangsgebäude, welches alle für die Personen- und Gepäckabfertigung notwendigen Einrichtungen sowie eine Bahnhofsgaststätte beherbergte. Außerdem gab es einen Güterschuppen mit Laderampe.
Umgeschlagen wurden unter anderem die Erzeugnisse der in der Umgebung ansässigen Maschinenbaubetriebe und Webereien, aber auch Holz, Kohle und Düngemittel. Im Personenverkehr wurde der Bahnhof auch von den höherrangigen Zügen der Strecke bedient. Im Jahr 1905 hielt der Schnellzug 83 Dresden – Reichenberg auch im damaligen Oberneukirch. Im Sommerfahrplan 1934 verkehrte der D 219/220 Dresden – Zittau – Dresden mit Halt in Neukirch Ost. Ab Ende der 1930er Jahre verkehrten zwischen Zittau und Dresden neben den normalen Personenzügen meist nur mehr Eilzüge, die in der Regel ebenfalls in Neukirch Ost hielten.
Bis zum Jahre 1945 war der Streckenabschnitt vom Bahnhof Neukirch (Lausitz) West über Neukirch Ost bis zum Bahnhof Wilthen zweigleisig ausgebaut. Nach der Demontage des zweiten Streckengleises bekam der Bahnhof zusätzliche Bedeutung für die nunmehr erforderlichen Zugkreuzungen auf diesem Abschnitt, auf dem sich die Züge der Relationen zwischen Bad Schandau und Bautzen sowie Dresden und Zittau überlagerten. In Neukirch Ost gab es insgesamt fünf Gleise. Dabei wurden die Gleise 1 und 2 als Durchgangsgleise und die Gleise 3 bis 5 als Abstell- bzw. Ladegleis genutzt. Am Gleis 5 lag die Ladestraße. Bis 1993 war in Neukirch eine Kleinlokomotive stationiert, wofür der Bahnhof einen Kleinlokschuppen besaß. Umbauten an den Gleisanlagen erfolgten in den 1980er Jahren. Vor 1990 wurde das am Westkopf befindliche Wärterstellwerk W3 außer Betrieb genommen. Es verblieben das im Empfangsgebäude befindliche Fahrdienstleiterstellwerk B2 und das am Ostkopf des Bahnhofs stehende Wärterstellwerk W1, beides mechanische Stellwerke der Einheitsbauart.
Nach der Wende verlor der Bahnhof Neukirch (Lausitz) Ost durch den Rückgang an Güterverkehr und sinkende Fahrgastzahlen an Bedeutung. 2003 wurden die Weichenverbindungen zum Gleis 2 ausgebaut und der dortige Zwischenbahnsteig abgerissen. Das Fahrdienstleiterstellwerk im Empfangsgebäude wurde im Dezember 2003 außer Betrieb genommen, das Wärterstellwerk W1 diente seitdem nur noch als Blockstelle und zur Bedienung der Schranken der beiden Bahnübergänge am Ost- und Westkopf des Bahnhofs. Seit der Einstellung des Personenverkehrs auf der Strecke Bautzen – Bad Schandau am 12. Dezember 2004 war er nur noch Haltepunkt für die jeweils zweistündlich verkehrenden Regionalbahnen und Regionalexpress-Züge nach Dresden und Liberec (an Wochenendtagen bis Tanvald). Die bestehende Blockstelle wurde am 25. November 2006 aufgelöst und alle verbliebenen mechanischen Signale und Schrankenanlagen abgebaut. Die alten Stellwerksgebäude wurden 2007 abgerissen, die nicht mehr benötigten Gleise im Folgejahr. Das Empfangsgebäude ist derzeit ungenutzt. Im Sommer 2012 wurde es an einen privaten Investor verkauft. Nach einem weiteren Verkauf im Dezember 2013 wurde das Gebäude im Juli 2014 erneut zum Verkauf angeboten.
Seit dem 14. Dezember 2014 verkehren statt der Regionalbahnen und der Regionalexpress-Züge der DB Regio mit gleicher Linienführung und Taktfrequenz die Trilex-Linien RB61 und RE2 der Länderbahn. Umsteigemöglichkeiten bestehen am Bahnhofsvorplatz zu den Bussen der Regionallinien 111 (Wehrsdorf, Sohland – Neukirch – Wilthen – Kirschau), 117 (Bautzen – Neukirch – Neustadt in Sachsen – Sebnitz) und 181 (Bischofswerda – Neukirch – Oppach). Sowohl die Zug- als auch die Busverbindungen sind in den Verkehrsverbund Oberlausitz-Niederschlesien (ZVON) integriert.

## Bahnsteig
Der einzig verbliebene Bahnsteig des Bahnhofs hat eine Nutzlänge von 308 m und eine Höhe von 34 cm.